# Gitana Winery

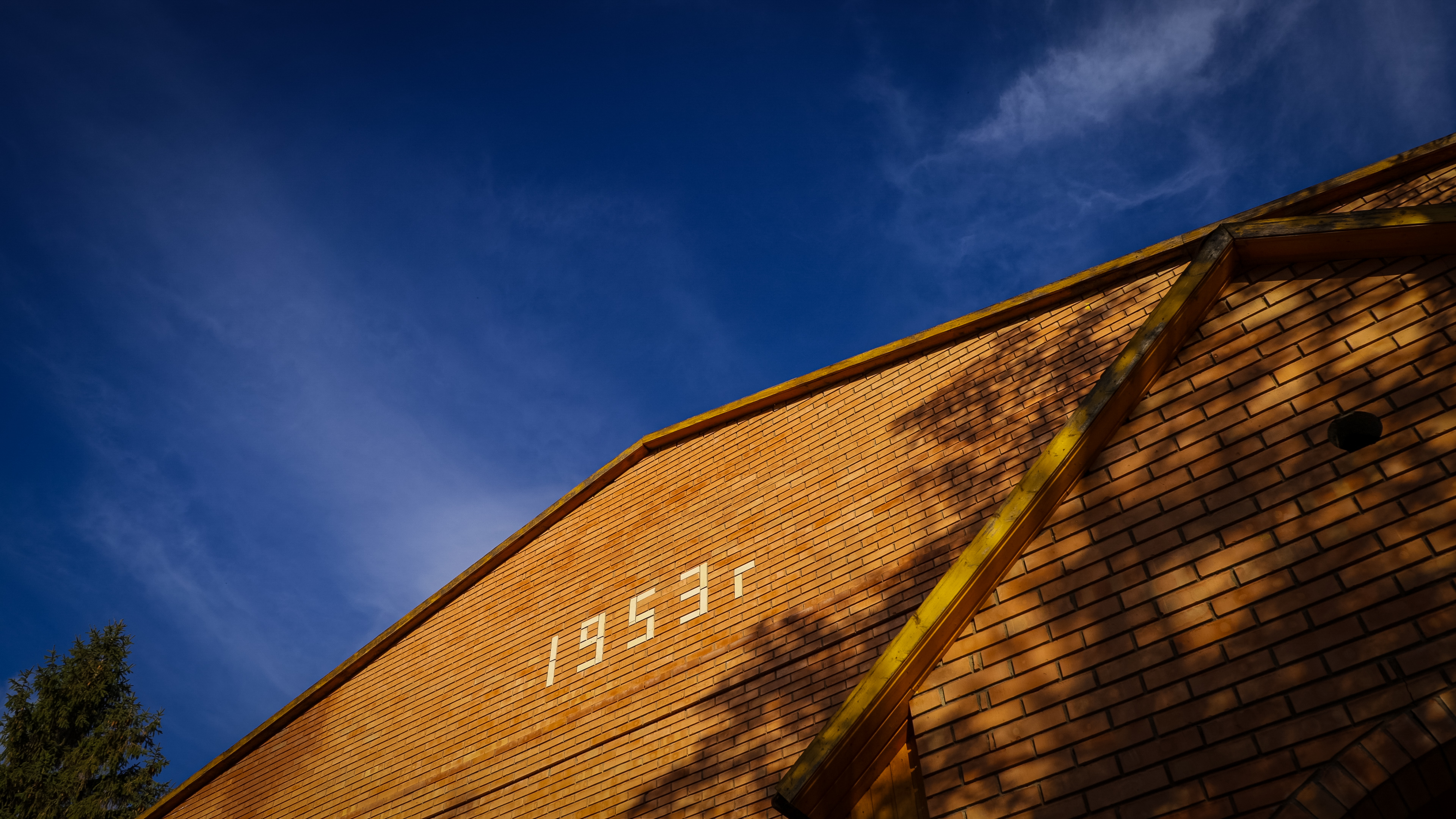
Vinăria Gitana

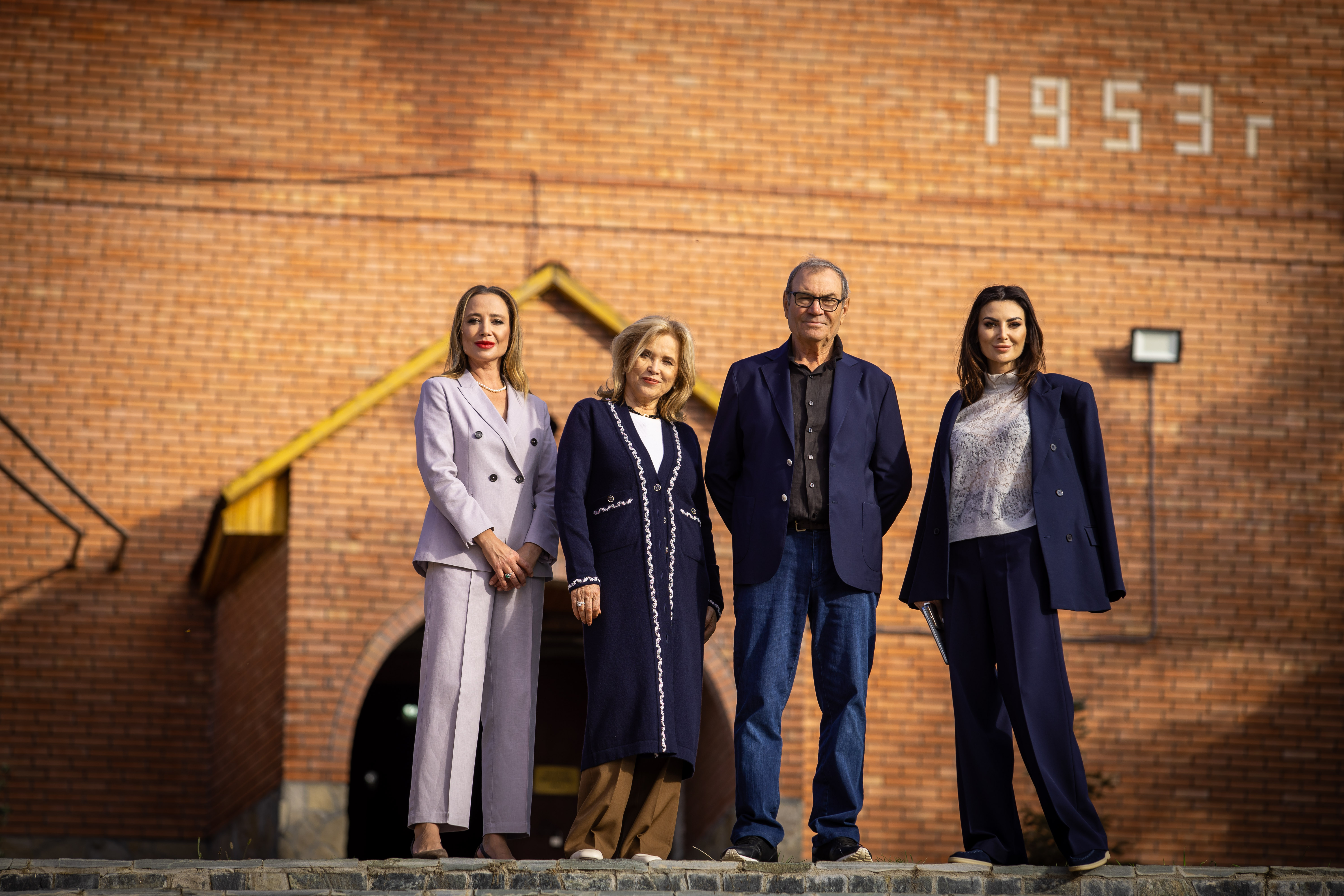
Lilia, Svetlana, Petru și Iuliana Dulgher

Gitana Winery este o cramă de prestigiu din Republica Moldova, renumită pentru vinurile sale premium, obținute prin îmbinarea tradițiilor viticole locale cu tehnologiile moderne. Situată în sud-vestul țării, în regiunea Valul lui Traian, crama beneficiază de un terroir excepțional, unde condițiile naturale creează premisele perfecte pentru vinuri de calitate superioară.
Fondată în 1953 și revitalizată de Familia Dulgher, Gitana Winery îmbină știința, pasiunea și respectul pentru pământ, dând naștere unor vinuri cu personalitate distinctă. Podgoriile sale, așezate între râul Prut și Codrii Tigheciului, sunt hrănite de soluri argiloase și calcaroase, bogate în micro și macroelemente, care nu necesită fertilizare artificială. Acest echilibru natural, alături de influența blândă a Mării Negre și căldura dealurilor însorite, permite maturarea strugurilor într-un ritm armonios, păstrând autenticitatea soiurilor și intensitatea aromelor.
Semnătura Gitana Winery înseamnă excelență, inovație și respect pentru patrimoniul viticol. Fiecare sticlă reflectă o poveste de pasiune și măiestrie, un tribut adus terroir-ului unic și artei vinificației, transmisă din generație în generație.

## Istoric

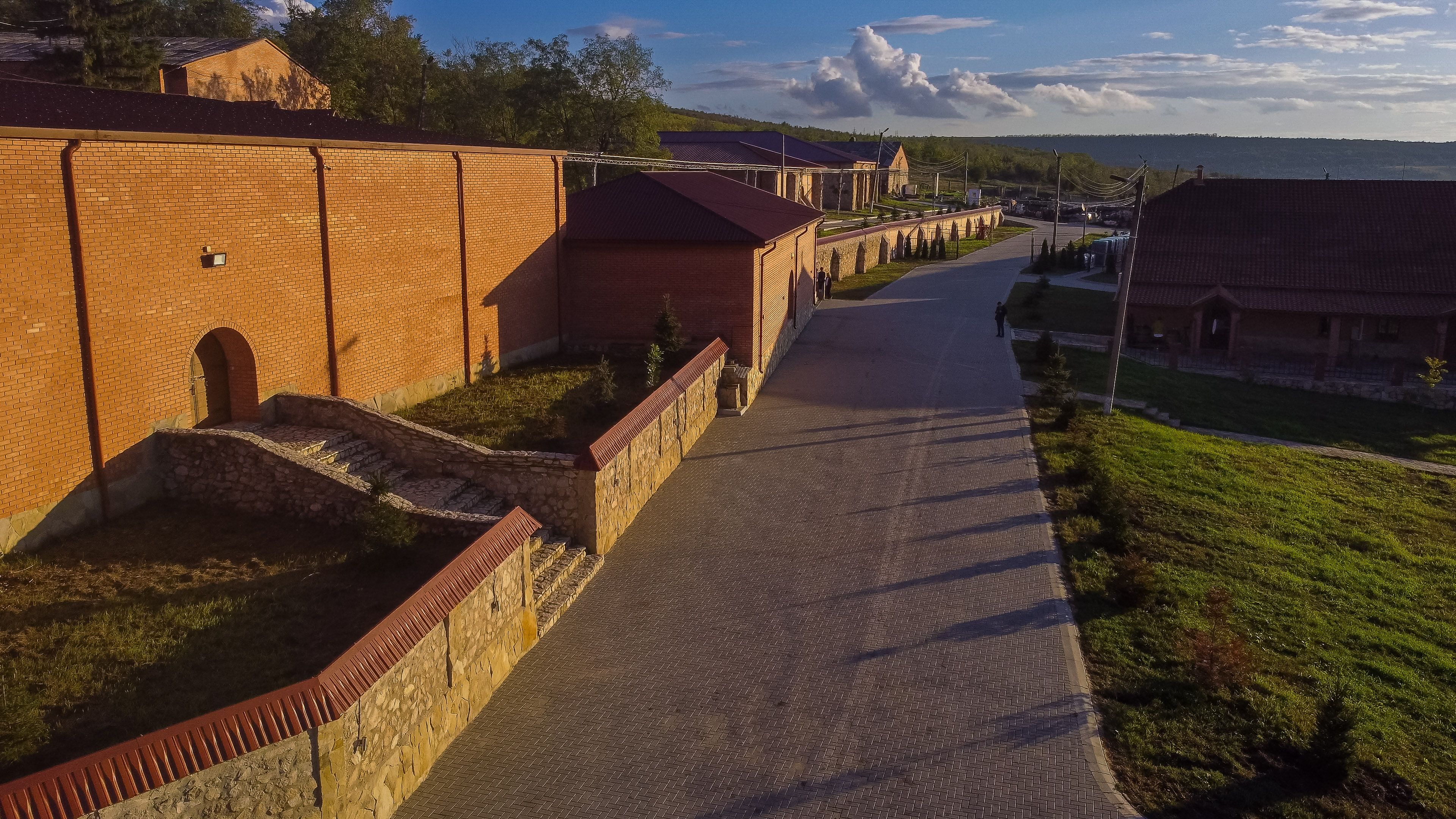
Vinăria Gitana

Vinăria Gitana își are originile în anul 1953, când a fost fondată crama din satul Plopi, cunoscută sub denumirea de Vinăria Țiganca. De-a lungul decadelor, vinăria a fost foarte apreciată atât în Moldova, cât și în străinătate, datorită calității superioare a vinurilor sale. Amplasarea cramei, condițiile specifice de climă și sol, alături de talentul vinificatorilor, au dat naștere unor vinuri excepționale. Colecția proprie de vinuri de înaltă calitate reprezintă un adevărat tezaur și un motiv de mândrie națională, incluzând vinuri legendare precum Trifești 1970, Auriu 1972 sau Grătiești 1973. De asemenea, crama se mândrește cu spațiile sale ample, care au păstrat arhitectura originală, cu reglajul termic constant și natural pe tot parcursul anului și tezaurul de budane de înaltă calitate, fabricate din lemn sloven.
Familia Dulgher a readus vinăria la gloria de odinioară, mai ales pentru că aceasta reprezintă o parte importantă din istoria vinului moldovenesc, iar restaurarea și modernizarea ei au însemnat și recuperarea unei părți valoroase a istoriei Moldovei.
Astăzi, vinăria dispune de linii moderne de îmbuteliere și producție, de sute de kilometri de trasee din inox care permit transportul rapid al vinului în condiții optime, păstrându-i prospețimea. S-a investit semnificativ în găsirea unui echilibru perfect între tradiție (selecția manuală, transportul gravitațional al vinului) și modernitate - cu investiții constante în tehnologii care asigură igiena maximă a produsului și conservarea intactă a calităților sale.
În ultimii ani, Gitana Winery a trecut printr-un proces de rebranding, punând accent pe moștenirea și valorile familiei Dulgher. Logo-ul actual al cramei îmbină inițialele fondatorilor, Dulgher Svetlana și Petru, simbolizând continuitatea tradiției și excelența în vinificație.
În acest moment strategia de dezvoltare a Gitana Winery a inceput tranziția către piețe precum Germania, Elveția sau Japonia. Coordonarea acestor procese de dezvoltare este realizată de Lilia Dulgher, Director General Executiv la Casa de Vinuri Gitana. “Toată familia Dulgher este implicată în această poveste a vinurilor Gitana: părinții mei - Petru și Svetlana Dulgher - sunt profesioniștii care au început această poveste, iar sora mea, Iuliana, este un om cu studii serioase în Franța, specializată în această știință și deopotrivă artă a producerii vinurilor de top. Așadar, povestea Gitana și povestea familiei mele sunt împletite în mod indisolubil. Copiii familiei: Sofie, Petru și Leo sunt de asemenea parte din această poveste și deja opinia lor contează. Așadar, viața familiei Dulgher și povestea brandului Gitana sunt întrețesute și din acest motiv, pentru noi este esențial ca aceste vinuri să fie remarcabile, pentru că ele sunt cartea de vizită a familiei noastre.“

## Podgorii și terroir

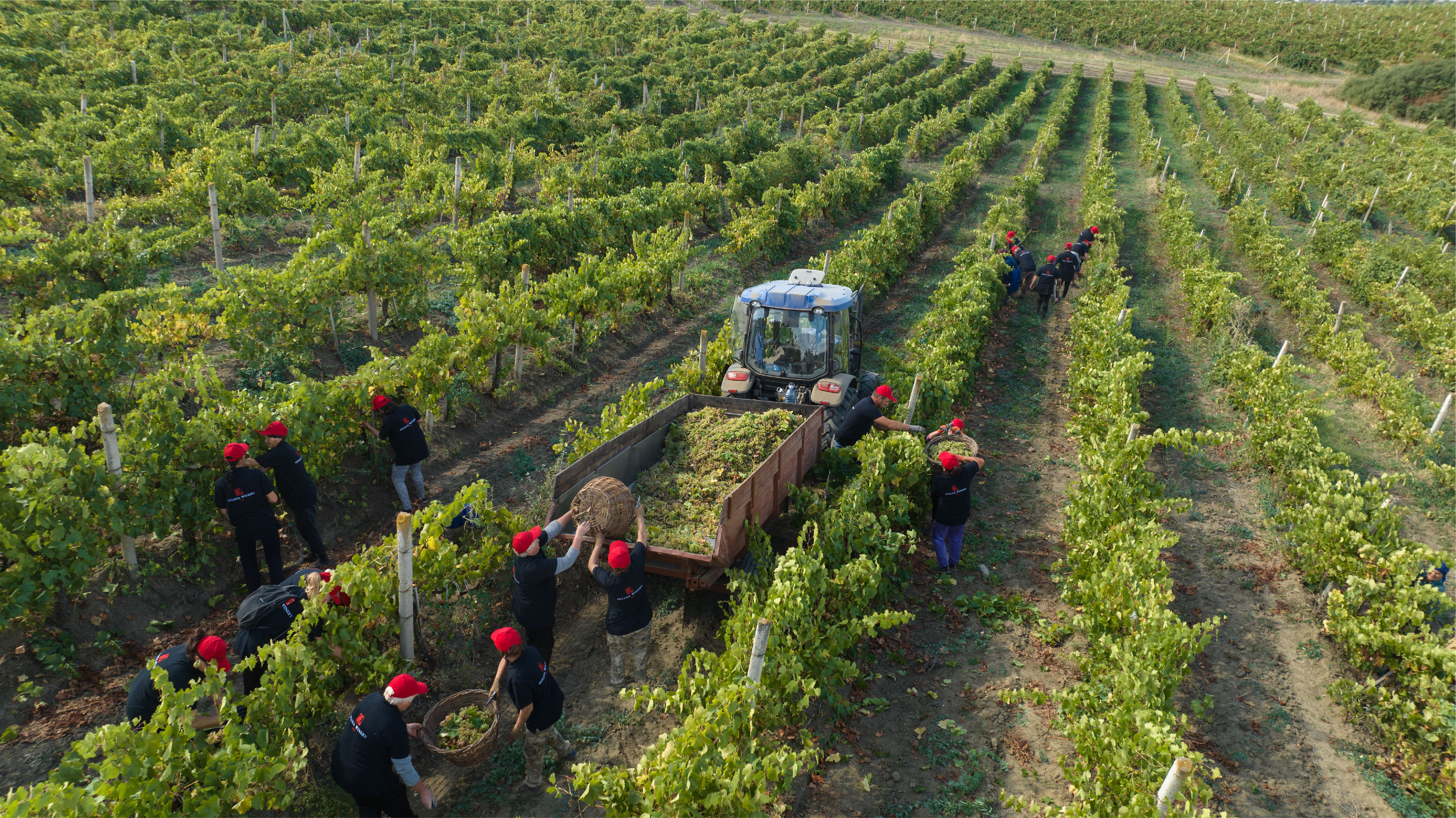
Podgoriile Gitana

Republica Moldova este una dintre cele mai vechi regiuni viticole din lume, cu o tradiție care datează de peste 5.000 de ani. Situată între paralelele 46°-48° latitudine nordică, aceleași coordonate pe care le împart faimoasele regiuni Bordeaux și Burgundia, Moldova beneficiază de un climat temperat-continental ideal pentru viticultură. Solurile sale fertile, predominante fiind cernoziomurile, și influențele climatice venite dinspre Marea Neagră, Carpați și râurile Prut și Nistru creează condiții optime pentru producerea unor vinuri complexe, echilibrate și pline de personalitate.
În acest context privilegiat, Gitana Winery deține aproximativ 400 de hectare de viță-de-vie în inima regiunii vitivinicole Valul lui Traian, una dintre cele trei arii cu Indicație Geografică Protejată (IGP) din Moldova. Terroir-ul său este definit de solurile bogate în minerale și de un microclimat specific, cu veri calde și uscate și ierni blânde. Amplitudinile termice dintre zi și noapte favorizează acumularea de zaharuri și dezvoltarea unor arome intense în struguri, contribuind la echilibrul și structura bine definită a vinurilor.
Valul lui Traian este o regiune viticolă renumită pentru vinurile sale roșii extractive, corpolente și elegante, dar și pentru vinurile albe cu prospețime și mineralitate. Printre soiurile cultivate de Gitana Winery se numără atât varietăți autohtone, precum Feteasca Regală, Rară Neagră și Feteasca Neagră, care exprimă autenticitatea terroir-ului moldovenesc, cât și soiuri internaționale de renume, precum Cabernet Sauvignon, Merlot, Chardonnay și Sauvignon Blanc, care se adaptează perfect la solul și clima regiunii.
Prin aplicarea unor tehnici de vinificație moderne, dar și prin respectarea metodelor tradiționale, Gitana Winery creează vinuri cu o identitate distinctă, care reflectă moștenirea viticolă a Moldovei și potențialul excepțional al regiunii Valul lui Traian.

## Procesul de vinificație
Gitana Winery îmbină metodele tradiționale de vinificație cu tehnologiile moderne, pentru a obține vinuri de înaltă calitate. Producția este direct supravegheată de Petru și Iuliana Dulgher, alături de Patrizio Gasparinetti, unul dintre cei mai buni cinci viticultori și agronomi ai Italiei. Gitana Winery dispune de una dintre cele mai moderne linii de îmbuteliere din Republica Moldova, completată de un laborator propriu de analiză și control al calității, asigurând standarde impecabile în fiecare sticlă de vin.
Primul pas al procesului de vinificație este selecția manuală a strugurilor. Aceștia sunt culeși de o echipă de profesioniști, localnici instruiți să respecte standardele riguroase de calitate. Strugurii sunt selectați cu atenție, pentru a se asigura că doar cele mai bune boabe sunt utilizate în procesul de vinificație, ceea ce contribuie la crearea unor vinuri de calitate superioară.
După culegerea manuală, strugurii sunt supuși unui proces de presare. Pentru această etapă, Gitana Winery folosește două pompe de ultimă generație din seria brevetată Vacuum System, care funcționează sub presiune negativă relativă. Această tehnologie ajută la prevenirea oxidării vinului și permite păstrarea caracteristicilor naturale ale strugurilor, evitând deteriorarea acestora în timpul presării. Utilizarea azotului în acest proces joacă un rol esențial, întrucât contribuie la protejarea vinului de contactul cu oxigenul și ajută la menținerea prospețimii și a aromei naturale.
Pentru vinurile roșii, procesul de vinificație include o etapă de macerare și fermentare pe boștină. Acesta are loc în căzi de stejar cu o capacitate de 150 de hectolitri, realizate din lemn provenit din Slovenia și alte regiuni ale Europei de Est. Aceste căzi sunt esențiale pentru extragerea taninurilor și a aromelor din struguri. Macerarea și fermentarea pe boștină durează minimum două săptămâni, iar acest proces lent permite o extracție profundă a culorii, taninurilor și aromelor. Stejarul joacă un rol important în acest proces, deoarece permite vinului să respire în mod natural, ceea ce contribuie la activarea drojdiilor naturale și ajută la dezvoltarea unor profiluri aromatice complexe. În plus, lemnul de stejar menține temperatura necesară pentru începerea și susținerea fermentației, contribuind astfel la controlul precis al acestui proces esențial.
După finalizarea procesului de fermentare, vinurile din gama Rezerva sunt supuse unei perioade îndelungate de maturare în butoaie mari de stejar sloven, de 5000 și 10.000 de litri. Această etapă durează aproape doi ani și este crucială pentru dezvoltarea complexității și fineței vinului. În timpul maturării, vinul suferă un proces de fermentație malolactică, în care bacteriile naturale din lemn transformă aciditatea malică în aciditate lactică. Acest proces conferă vinului o textură mai cremoasă și mai fină, îmbunătățind structura și corpul acestuia. De asemenea, maturarea în butoaie mari permite o oxigenare lentă și uniformă a vinului, ceea ce intensifică complexitatea aromelor și a gustului.
Vinurile din gama Portret sunt păstrate în rezervoare de inox până la comercializare. Acest proces permite păstrarea vivacității naturale și a fructuozității vinurilor, fără a le influența cu note de lemn. Astfel, aceste vinuri sunt caracterizate prin prospețimea și expresivitatea soiurilor, evidențiind clar tipicitatea fiecărui soi de struguri.
După procesul de maturare, vinurile sunt transferate în pivnițe speciale, unde sunt păstrate într-un mediu controlat, cu o umiditate constantă de aproximativ 89% și o temperatură constantă de 12 grade Celsius. Pivnițele sunt esențiale pentru menținerea unui mediu stabil, care permite vinurilor să evolueze treptat, atingându-și potențialul maxim.
În faza finală a procesului de vinificație, vinurile sunt supuse unei maturări suplimentare în barrique-uri sau tonouri din lemn, fie din stejar american, fie din stejar francez, în funcție de profilul dorit. Această etapă adaugă note subtile de vanilie, caramel, condimente sau accente prăjite, care completează complexitatea vinului și îi conferă o dimensiune suplimentară.
În total, procesul de vinificație la Gitana Winery poate dura minimum trei ani, timp în care vinurile sunt supuse unei serii de etape complexe, care includ selecția manuală a strugurilor, presarea, fermentarea, macerarea, maturarea și îmbutelierea. 

## Vinurile Gitana
Gitana Winery produce o gamă variată de vinuri, fiecare cu un caracter distinct:

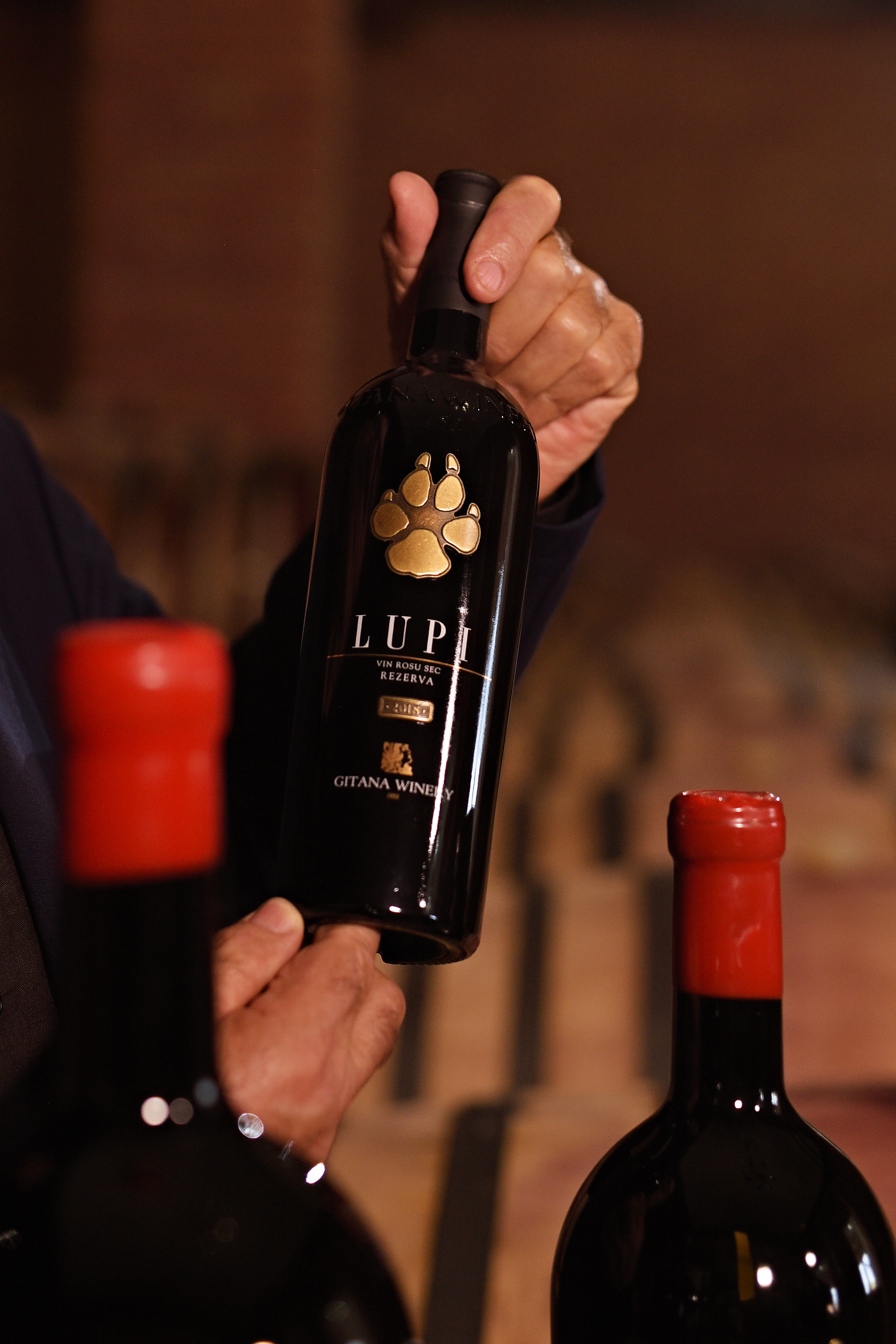
Lupi – cel mai emblematic vin Gitana

- LUPI – un vin roșu de calitate excepțională, creat prin cupajarea a trei soiuri nobile: Cabernet Sauvignon, Merlot și Saperavi. Acesta este primul vin al Cramei Gitana care a cucerit cu adevărat lumea, fiind recunoscut și apreciat la nivel internațional.
- La Petite Sophie - un vin elegant și complex, care combină Chardonnay, Fetească Regală și Riesling, creând un echilibru perfect între rafinament și delicatețe. Aromele sale de piersică, flori, pară și fagure de miere sunt susținute de o corpolență fină, maturată în barrique franțuzesc timp de cel puțin 4 luni.
- Surori – un cupaj elegant și rafinat de Saperavi și Rară Neagră, creat ca un omagiu adus surorilor Dulgher, Lilia și Iuliana. Cu un profil aromatic ce combină note citrice, căpșuni și cireșe, și un subton de fagure de miere, acest rosé delicat surprinde prin complexitatea sa subtilă și textura catifelată.
- Mânăstirea Rohrbach Cru - realizat exclusiv din soiul Riesling, acest vin alb matur din gama de top Gitana impresionează prin eleganță și rafinament.
- Saperavi – Un vin roșu intens, cu arome de fructe negre, condimente și o structură puternică, maturat în butoaie de stejar pentru o complexitate sporită.
- Gama Autograf – o gamă alcătuită din patru vinuri, fiecare exprimând personalitatea semnatarului lor: Rară Neagră (Svetlana Dulgher), Saperavi și Rară Neagră (Petru Dulgher), Fetească Regală și Chardonnay (Lilia Dulgher), Fetească Regală (Iuliana Dulgher).
- Gama Portret – include vinuri tinere, pline de prospețime, care surprind autenticitatea și vitalitatea terroir-ului moldovenesc.
- Gama Rezerva – cea mai competitivă dintre seriile semnate de Gitana, cu vinuri excepționale din punctul de vedere al raportului calitate-preț. Gama include Merlot (în variantele de vinificare roșu și rosé), Chardonnay și Rară Neagră, fiecare fiind creat pentru a oferi o expresie autentică, bogată, cu un echilibru și o profunzime excelente.
- Gitana Classico – Un vin alb sec, expresiv, din Sauvignon Blanc și Chardonnay, cu note minerale și un postgust persistent.

## Recunoaștere internațională
Vinurile Gitana au fost premiate la diverse competiții internaționale, confirmând calitatea și autenticitatea brandului. 
Premii:
- International Wine Challenge 2019: Mănăstirea Rohrbach Cru - Gold Medal
- Mundus Vini 2020: Saperavi 2017 - Best of Show Red
- Vinarium International Wine Contest 2020: Lupi 2016 - The Vinofed Prize – Best Dry Wine
- London Wine 2020: Lupi 2016 - Silver Medal
- Berliner Wein Trophy 2020: Saperavi 2018 - Grand Gold Medal
- Berliner Wein Trophy 2020: Lupi 2016 - Grand Gold Medal
- USA Wine Ratings 2020: Saperavi 2017 - Silver Gold (83 points)
- USA Wine Ratings 2020: Autograf Chardonnay - Silver (86 points)
- Asia Wine Trophy 2021: Saperavi 2018 - Gold
- Asia Wine Trophy 2021: Lupi 2016 - Asia Gold
- Selection Mondiale de Vin Canada 2021: Saperavi 2018 - Grand d'Or
- Japan Women's Award 2022: Mănăstirea Rohrbach Cru - Gold Medal
- Berliner Wein Trophy 2023: Lupi 2017 - Gold
- Vinarium International Wine Contest 2024: Lupi 2018 - Gold Medal
- Concours Mondial de Bruxelles 2024: Crazus Cabernet Sauvignon - Rara Neagră 2018 - Gold Medal
- Expovina Wine Trophy 2024: Mănăstirea Rohrbach 2020 - Gold